# Coryphasia nigriventris
Coryphasia nigriventris là một loài nhện trong họ Salticidae.
Loài này thuộc chi Coryphasia. Coryphasia nigriventris được Cândido Firmino de Mello-Leitão miêu tả năm 1947.